# 吳稚暉
吴稚晖（1865年3月25日:78—1953年10月30日），原名脁（一作眺），学名纪灵（又作寄蛉），后改名敬恒，字稚暉，号朏盦、朏庵，笔名燃、夷、吴朏等，以字行，男，江苏武进人，中華民國政治人物，革命元老。
吳稚暉擅长書法，著作有《荒古原人史》《天演圖解》《上下古今談》《朏盦客座談話》等。

## 生平

### 早年經歷

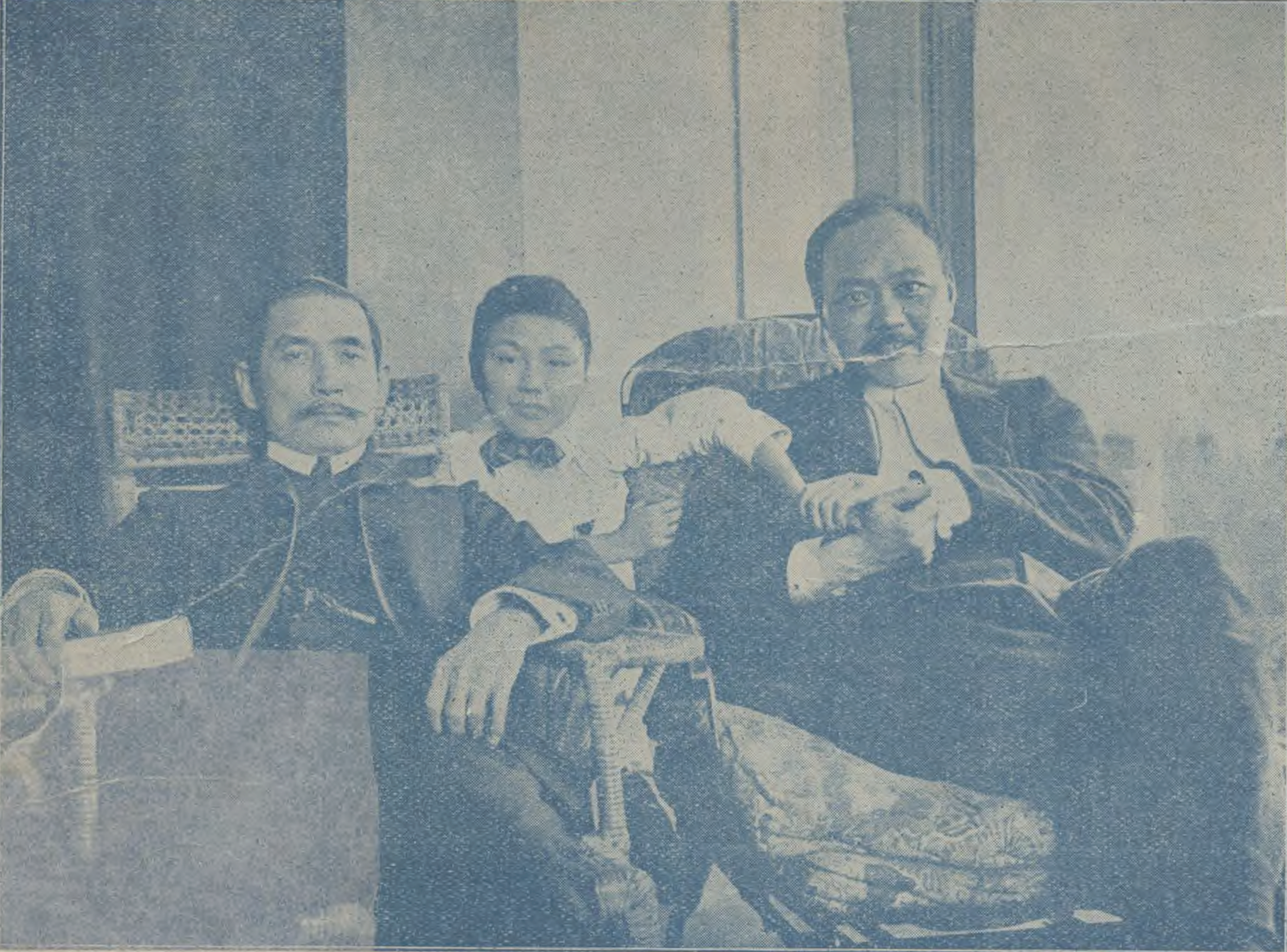
孫中山與吳稚暉父子於1909年合影。

吳稚暉原籍江蘇省常州府武進縣，出生於江蘇武進和无锡交界處的雪堰橋。早年曾在南菁書院黃以周門下學習過。光緒十七年（1891年）中試舉人。接觸西方文化後，追求無政府主義，後來參與孫文主導的國民革命，孫文信仰太平天國老兵故事即是出自吳敬恆所述。遭懷疑是在蘇報案中的告密者，在蘇報案入獄的章太炎出獄後即批評吳稚暉曾密會清廷官員俞明震；也是早期國民黨右派西山會議派成員之一。

### 中年經歷
1898年到南洋公学任教，1901年时曾出任南洋公学附属小学堂（今上海市南洋模范中学）堂长。
1903年在《苏报》撰文抨击清廷，痛罵當時執政的慈禧太后是「娼妓淫婦」。《苏报》案发後经香港去伦敦，后1904年前往爱丁堡大学学习英文。當時在巡捕捉人時鄒容逃跑，然而在吳稚暉慫恿愛國學社的人，在鄒容家門口丟磚塊叫罵「不入獄為無恥」下，與愛國學社不合的鄒容憤而投案，最後病死獄中。同案入獄後的章太炎出獄後，於1907年在日本《革命評論》第十號中，登出《鄒容傳》，批評吳稚暉出賣同志。引起吳在1908年《新世紀》第二十八號上抗辯。使章太炎回信吳稚暉在探視時親口承認密會俞明震。「...案僕入獄數日，足下來視，自述見俞明震屈膝請安及賜麵事。又述俞明震語，謂奉上官條教來捕足下，但吾輩辦事，不可野蠻，有釋足下意，願足下善為謀。時慰丹在傍問曰，何以有我與章先生？足下即面色青黃，嚅囁不語，須臾引去。此非僕與足下知之，同繫者上有錢葆仁、程吉甫輩，可覆問也。」
1905年冬参加同盟会。1906年在巴黎参与组织世界社，1907年刊行《新世紀》周刊及《世界画刊》，宣傳無政府主義。這是最早傳入中國的社會主義思想之一，後來在中國影響很大，中國共產黨崛起以後漸漸被排擠、衰落。
1911年後，多從事文化運動。
1912年，與李石曾、汪精衛、蔡元培等人開辦留法儉學會，開展留法勤工儉學，後來最鼎盛的時候1919-1920年間送出1600-2000名學生赴法，許多人後來成爲中國共產黨高級領導，包括周恩來、鄧小平、陳毅等。
1913年任教育部读音统一会议长，提倡國語注音與國語運動。他積極投入的國語注音，今稱「注音符號」，仍於臺灣及海外老華僑間通行。除了文化運動外，他更被蔣中正之子蔣經國視為老師。
1913年6月参与创办《公论》日刊。1913年參與孫文發起的反袁世凱政權的二次革命，8月失败后於9月再赴欧洲。
1920年初與李石曾、蔡元培等在北京成立中法大學，蔡元培任校長，李石曾任董事長。1920年冬在里昂設立分部，里昂中法大學（法語：Institut Franco-Chinois de Lyon），吳稚暉任校長，資金由中法雙方共同籌集，後來1924年獲得法國以庚子賠款退款捐助，此校到1946年結束，前後有131人獲得博士學位，60人獲得工程師文憑。
1924年，吳稚暉等人在上海創辦中華粥會。至今中華粥會仍在臺灣運作，秉持著每月集會吃粥，以紀念吳稚暉。1925年，蔣經國向吳稚暉推薦自己為可以前往中國國民黨候選成員，並且認為自己能通過中國共產黨中央委員會同意而前往蘇聯就讀。雖然吳稚暉在中國國民黨內是西山會議派重要人物，反對中國共產黨之主張，後來促成中國國民黨決定發起四·一二事件與蘇聯決裂，但吳稚暉並沒有嘗試勸阻蔣經國前往莫斯科之念頭。

### 晚年經歷
1927年，任中国国民党中央监察委员。他認為中國共產黨與蘇俄的密切聯繫危害中國未來發展，並有破壞中華文化之嫌，因此力倡清黨。之後，他反对中国国民党内一切反对蒋中正的力量，成为蒋的御用心腹智囊；在1927年－1950年間的國共鬥争中，扮演積極反共的角色，并参与杀害共产党员陈延年（陈独秀之子）。
1937年，他在重庆上清寺向汪精卫下跪，恳劝汪精卫“救救中国”，“悬崖勒马”，“结束战事”，“不应为一己求自全自保”而“袖手旁观”，汪精卫之后开始发表亲日言论，主张“和平运动”，并最终出走越南，投靠日本。
1943年，國民政府主席林森病逝陪都重慶，蔣中正力邀吳稚暉為新主席，但被其推辭，按其原話，吳稚暉的推辭理由是這麼「三不」：
| “ | 1. 我平常的衣服穿得很隨便很簡單，做元首要穿燕尾服、打領結領帶，我覺得不自在； 2. 我臉長得很醜，不像一個大人物的模樣； 3. 我這個人愛笑，看到什麼會不自主地笑起來，哪天外國使節來遞國書，會不由得笑起來，不雅。 | ” |

以後，吳稚暉也基於此三點，不任任何官職。

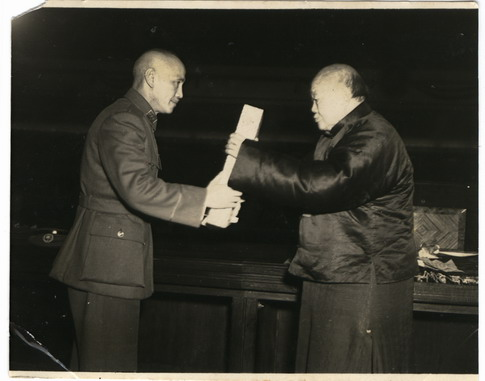
制憲國民大會主席吳敬恆（右）將《中華民國憲法》交給國民政府主席蔣中正（左）

1946年，國民政府宣佈結束訓政階段，在南京召開的制憲國民大會確立了《中華民國憲法》，吳稚暉擔任制憲代表主席，將《中華民國憲法》遞交給蔣中正。這個歷史時刻所拍攝下的照片，至今仍然是臺灣歷史教科書裡的重要圖片。因此，很多臺灣人對他的印象是「制憲大老」。隨後蔣中正當選中華民國第一任總統。
1947年3月17日，三民主義青年團團部聘定第二屆指導員吳稚暉、戴季陶等25人，評議員周鯁生等49人:8314。3月23日，中國國民黨第六屆中央監察委員會舉行第三次全體會議，通過《各級監察委員會考核員政治活動辦法》，並改選常務委員，張繼、吳敬恒、王寵惠、邵力子等12人當選:8319。1947年，在原籍江蘇省武進縣當選為第一屆國民大會代表。1948年，當選為中央研究院第一屆院士，並被蔣中正聘為首批總統府資政。
1949年，蔣中正派專機「美齡號」將吳稚暉從廣州接到了臺灣臺北。6月1日，蔣介石與蔣經國在台北拜訪吳敬恒，晤談後抵達岡山，於傍晚偕蔣經國等視察高要塞:8932。有一次蔣經國問他：「先生，你看我們今後成功的希望怎麼樣？我們重新站起來的希望怎麼樣？」吳老先生的答覆非常簡單，他說：「你想成功，就會成功，你不想成功，就永遠不會成功。」:34-35吳稚暉又對蔣經國說：

「我知道有許多人，想用各種手段反對你，也有人造謠中傷你；但是這些事，想明白了，算不得什麼！為了你的父親，為了你的同事，你都必須好好的做。一個没有被人打擊過的人，是不會成人的。我覺得你所受的打擊還是太小了。你現在不但是為了自己的工作，要好好幹下去；即使為了你的各種各樣敵人，更應該好好的幹，因為任何敵人所希望的，是你放手、讓步、不幹！」:232

### 逝世
1953年，吳敬恆病重住院。根據好友李石曾在吳敬恆住院期間探望時寫下的日記記錄：「稚老在醫院晤面，屢次表示欲到美國看子淑微就醫情況，俟較愈再往，而卒未能成行，稚老憾事……」日記中還記錄說，如果能成行美國，也不會海葬金門。同年10月30日深夜，中國國民黨中央評議委員吳敬恆於臺北逝世:75。《雷震日記》記述，在10月30日病況危急時，相關人員曾用輸血和氧氣希望能讓他在11月1日過世，以避開蔣中正的「壽誕」，後來發現可能拖不到11月1日，於是在30日當天即使救治中止，終於在當日深夜11時28分去世，:469享壽88歲。

## 身后
蔣中正題詞「痛失師表」。12月1日，按照遺囑，蔣經國將他的遺骨運到金門，雇用漁船，「把它葬於廈門南面海底」:407－413。

## 紀念

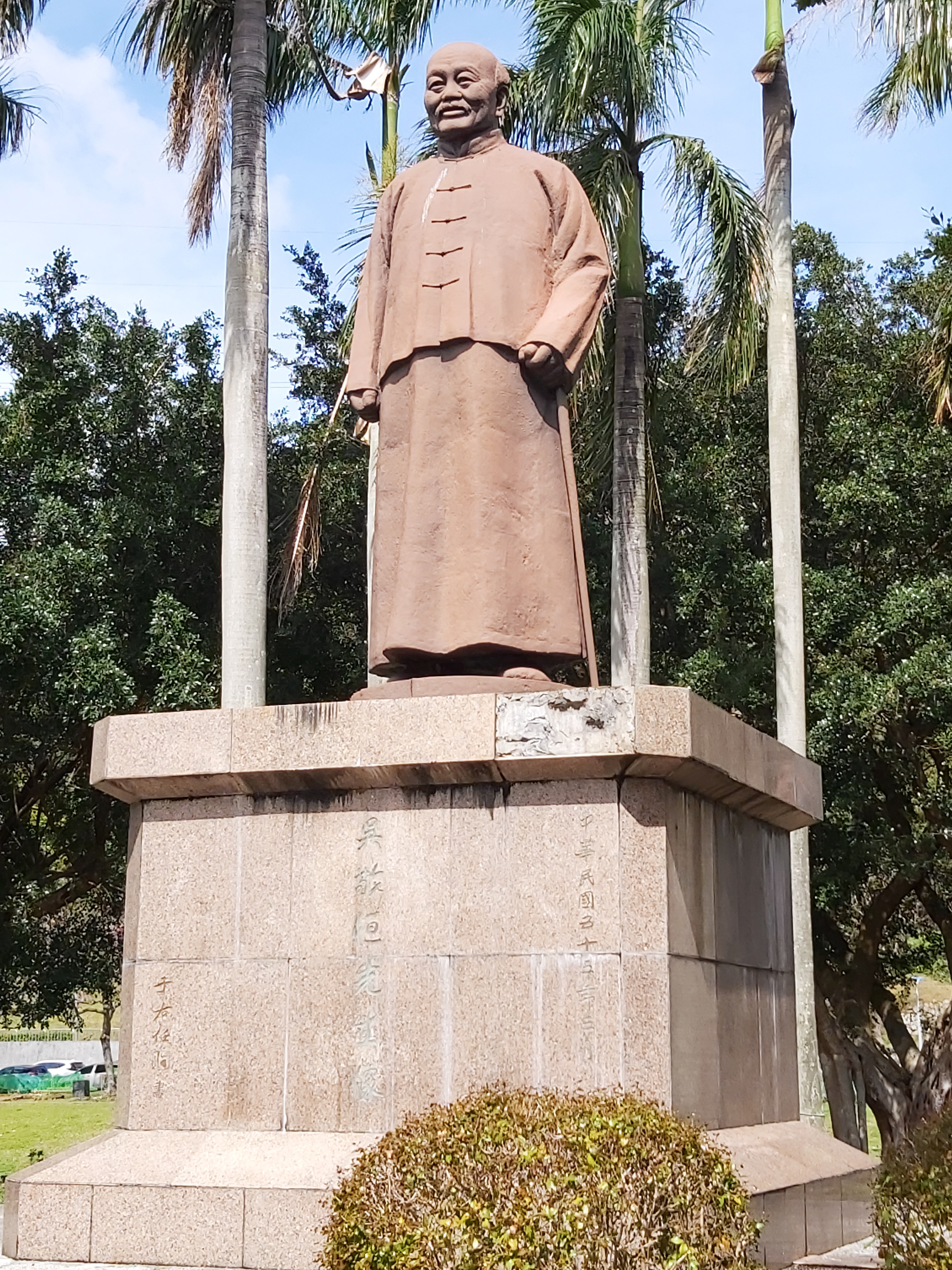
1964年建立、1988年移存於臺北市士林區至善公園的吳稚暉銅像。

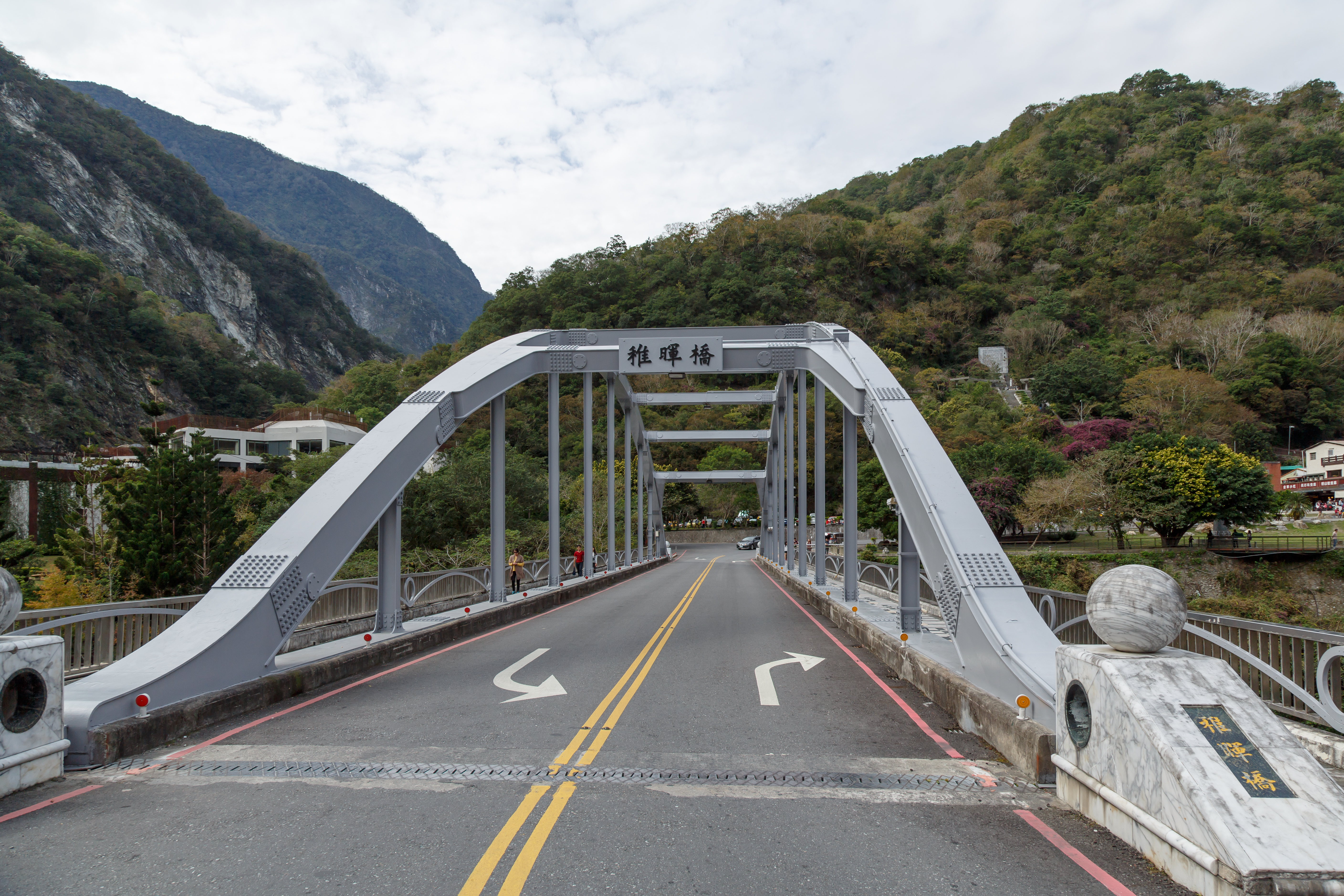
稚暉橋（沿中橫公路向西看）。

1964年3月，連基座高達四公尺以上的吳稚暉銅像於臺北市敦化北路跟南京東路交叉口圓環豎立，成為當時臺北市地標之一。1983年9月8日，作家李敖發表〈砸掉那銅像〉一文，稱吳稚暉在蘇報案前就密會俞明震，在接到俞明震姪子俞大純的信時，不向同志報備，前往應邀。獲得俞明震出示公文，顯然俞不把吳稚暉當外人看。俞更與吳稚暉聯絡化名，委以線民責任。吳稚暉才能在同志被抓的風聲鶴唳時前往探監。並引述鄒容入獄，稱「可見鄒容之死，『敬恆之所致』實有關係。一個自己不敢入獄的吳稚暉，卻鼓勵鄒容去入獄，他的人品是哪一種，也就一看即知了。」並諷刺敦化北路的銅像「每次經過臺北敦化北路南京東路，我就會對交叉口的一座銅像，展開一番『看沒有起』，銅像鑄的是一個糟老頭兒，他的名字，叫吳敬恆（稚暉）」，「而是一座出賣同志的革命逃兵的銅像，這可太諷刺了」。1988年11月，該銅像因整頓交通等因素被拆除，銅像今置於臺北市士林區至善公園。
在金門縣金城鎮水頭附近，有一座稚暉公園，於海葬當年建成。與水頭碼頭比鄰而座，由於公園地勢較高，水頭碼頭景緻盡收眼底。除此，還可瞭望小金門、大陸及金烈水道等。園內建築稚暉亭（後改為吳公亭），鑄銅像、立石碑，皆出於蔣經國經營。:326亭中央是蔣中正所題的碑「吳稚暉先生水葬紀念亭」。公園盡頭則是敬恆先生半身銅像。另於由蔣經國修建太魯閣之交通要道（即橫貫公路），以「稚暉橋」命名之。
在其身後，李石曾、鄧傳楷等人開始籌設學校紀念他。1955年籌設稚暉海專，1960年設立私立稚暉初級中學，1963年增設高中部，改稱稚暉中學。1986年，稚暉中學改為稚暉高級工業家事職業學校，1996年又更名為嘉義市私立仁義高級中學。
1964年3月，吳稚暉先生百年誕辰，蔣介石撰頌詞讚揚吳氏一言而為天下法，一行而為萬世師。:106台湾邮局并为吴发行一张个人像3元纪念邮票，当年全台可盖戳寄信。

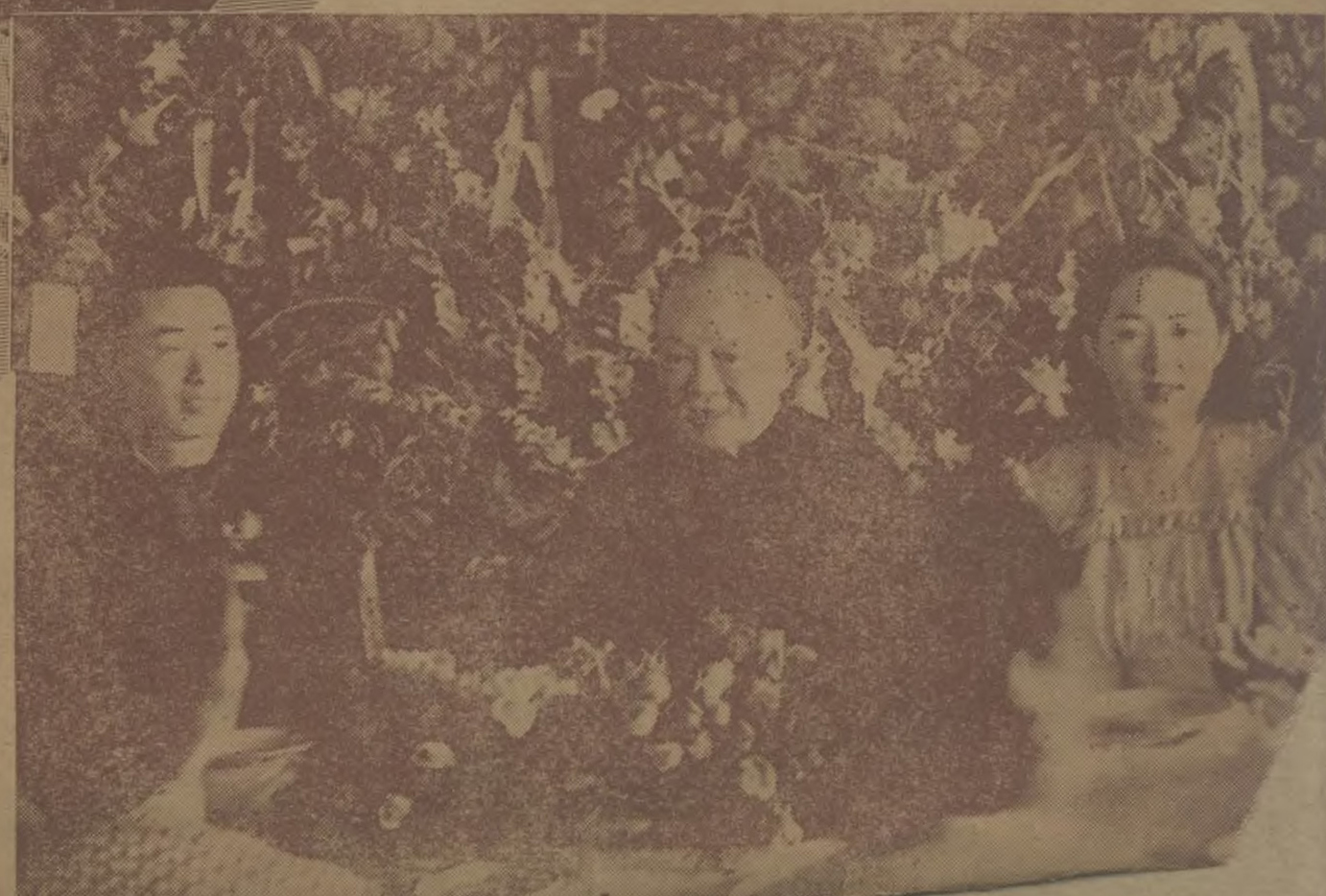
貝祖貽氏長公子與奚玉書氏之千金與證明人吳稚暉氏合影

雕刻家王如玖曾為其雕像。

## 評價
- 蔣經國：「老人（吳稚暉）嚴肅而有力的語句，帶給我很大的勇氣和力量。」[21]:335
- 章太炎在《民報》上與吳稚暉筆戰時，《復吳敬恒書》稱：「外作疏狂，內貪名勢，始求權籍，終幕虛榮者，非足下乎？康長素得志時，足下在北洋拜其門下，而稱弟子，三日自匿。即先生既敗，退而噤口不言者，非足下之成事乎？為蔡鈞所引渡，欲詐為自殺以就名，不投大壑，而投陽溝，面目上露，猶欲以殺身成仁欺觀聽者，非足下之成事乎？從康長素講變法不成，進而講革命。從蔡孑民講革命不成，進而講無政府。所向雖益高，而足下之精神點汙，雖強水不可浣滌。」[22]
- 吳稚暉曾為了古應芬罵他「如家狗，誰投以肉骨，即為誰而吠」一事，寫信給教育部長李書華，稱他受惠於黨國只有「小小貓魚」。李敖自蔣經國的回憶，從他1953年死去時，有一萬四千元收入和四萬九千元醫藥收入，依新臺幣二百八十元折合一兩算，折合黃金有二百二十兩。[23]

## 书法成就
吴稚晖以精於小篆為著名，與操隶书的胡汉民、楷书的谭延闿、草书的于右任等人，並譽為「中國國民黨四大书法家」
。